# Nagydém
Nagydém is een plaats (község) en gemeente in het Hongaarse comitaat Veszprém. Nagydém telt 421 inwoners (2001).